# Clypeasta rufa
Clypeasta rufa är en skalbaggsart som beskrevs av Dewailly 1950. Clypeasta rufa ingår i släktet Clypeasta och familjen Melolonthidae. Inga underarter finns listade i Catalogue of Life.